# Бухари, М.
Бухари, М. (индон.  Boechari, M.), (24 марта 1927, Рембанг, Центральная Ява — 28 мая 1991, Джакарта) — индонезийский археолог, профессор.

## Краткая биография
В 1942 году окончил педагогический колледж, в 1950 году — среднюю школу высшей ступени в Джокьякарте. С 1951 по 1959 гг. учился на отделении истории гуманитарного факультета Университета Индонезия. Под влиянием учителя Пурбачараки стал заниматься эпиграфикой. В 1971—1972 гг. стажировался в Лейденском университете.
Трудовую деятельность начал будучи ещё студентом, в частности, с 1951 г. преподавал в средней школе. Затем совместно с Р. П. Суджоно и Даудом Юсуфом (в 1978—1982 гг. — министр образования и культуры) участвовал в создании школы «Ксатрия». Был преподавателем Университета Индонезия (1952—1966 гг.) и Университета Гаджа Мада (1959—1982). Сотрудничал с Археологической службой, где в это время работали всемирно известные исследователи археологии Индонезии де Каспарис и Луи-Шарль Дамэ (до 1967 г. возглавлял отдел эпиграфики). В 1967—1970 гг. являлся руководителем археологического отдела Университета Индонезия, в 1973—1975 был заместителем декана, с 1991 г. — профессор.

## Исследовательская деятельность
Активно занимался исследованиями в области эпиграфики и археологии в целом. Принимал участие в проекте реставрации Боробудура (1972—1983) и бывшей столицы Маджапахита Тровулан (1983—1985). Был членом консультативного комитета Организации министров образования Юго-Восточной Азии по вопросам археологии и искусства (1979—1985). Опубликовал более 100 научных работ, включая проект создания многотомной истории Индонезии. Расшифровал и опубликовал 45 надписей.

## Семья
- Отец — Мартодихарджо, жена — Сити Хасанах (с 1952 г.)

## Ученики
- Эди Седьявати
- Хасан Джафар

## Память
- Семинар памяти Бухари в Университете Индонезия (декабрь 2012 г.)[4]

## Основные публикации
- Boechari. «Rakryān Mahāmantri i Hino. A study on the highest court dignitary of Ancient Java up to the 13th century A.D.,» — Journal of the Historical Society of Singapore (1967-68), 7-20.
- Sejarah Nasional Indonesia. Jilid Kedua. — Sartono Kartodirjo, Marwati Djoened Poesponegoro dan Nugroho Notosusanto — Sejarah Nasional Indonesia. Jakarta: Departemen Pendidikan dan Kebudayaan, 1976.
- Boechari. «Epigrafi dan Sejarah Indonesia». Majalh Arkeologi, I(2). 2-22. Jakarta: Fakultas Sastra Universitas Indonesia, 1977.
- Boechari. Prasasti Koleksi Museum Nasional. Vol. 1. Jakarta: Proyek Pengembangan Museum Nasional, Departemen Pendidikan dan Kebudayaan, 1985—1986.
- Boechari. «Harijadi kota Palembang berdasarkan Prasasti Kedukan Bu¬kit». Makalah dalam Seminar Harijadi Kota Palembang yang ke-1307. Palembang, 17 Juni 1989.
- Boechari «Epigrafi dan Historiografi Indonesia», dalam Soedjatmoko, dkk. (eds), Historiografi Indonesia. Sebuah Pengantar. Diterjemahkan oleh Mien Joebhaar. Jakarta, 1995, Hlm. 39-57.
- Melacak Sejarah Kuno Indonesia Lewat Prasasti (Tracing Ancient Indonesian History Through Inscriptions). Kumpulan Tulisan Boechari. Jakarta: Kepustakaan Populer Gramedia, 2012.